# Ludwig Hayden
Login Heiden ros. Логин Петрович Гейден (ur. 26 sierpnia?/6 września 1773 w Hadze, zm. 5 października?/17 października 1850 w Rewlu) – rosyjski admirał.
Uczestnik wyprawy F. Uszakowa na Morze Śródziemne w latach 1798–1800 i wojny rosyjsko-szwedzkiej 1808-09; następnie brał udział w działaniach floty rosyjskiej pod Gdańskiem w 1813. W 1827 brał udział w bitwie morskiej pod Navarino na czele eskadry okrętów Floty Bałtyckiej. W czasie wojny rosyjsko-tureckiej 1828–29 naczelny dowódca floty rosyjskiej na Morzu Śródziemnym – blokował Dardanele. W 1830 dowódca 1 Dywizji Okrętów Floty Bałtyckiej, w 1834 gubernator wojskowy Rewla, od 1838 komendant główny portu Rewel.